# Krensheim
Krensheim ist ein Stadtteil von Grünsfeld im Main-Tauber-Kreis und hat 290 Einwohner.

## Geschichte

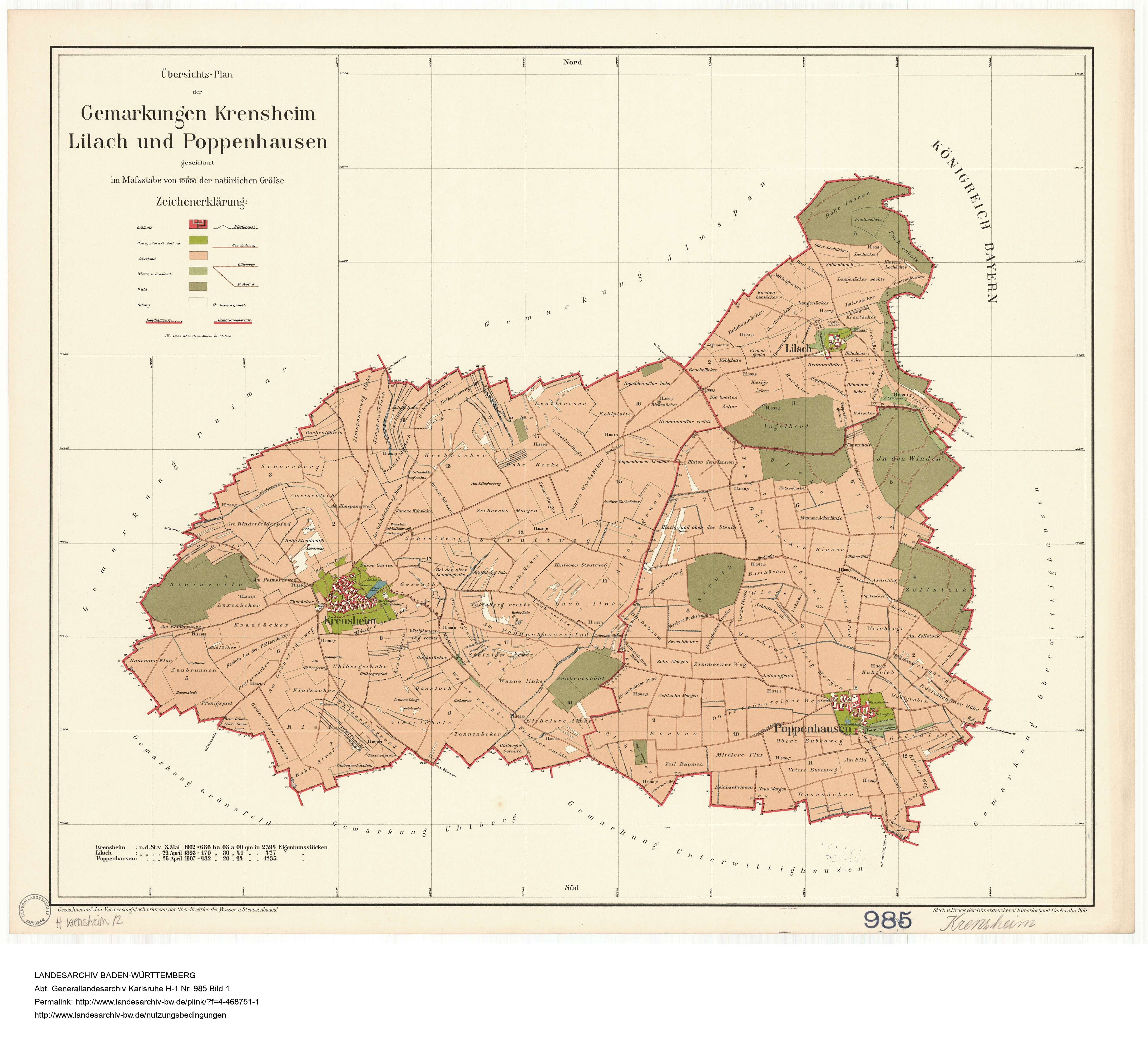
Gemarkung von Krensheim, 1910, daneben die Gemarkungen von Poppenhausen und Hof Lilach

Das Dorf Krensheim wurde erstmals in einer Urkunde des Klosters Bronnbach aus dem Jahre 1157 erwähnt. Erccboldus de Crenshe der in dieser Urkunde als einer der vier Stifter auftritt, hatte die nicht unbedeutende Burg Krense östlich des Krensheimer Sees errichtet.
Im Laufe der Jahre änderte sich der Name des Dorfes mehrmals: So hieß das Dorf 1169 Crantse, 1244 Crense, 1298 Krentse und 1787 Crainsheim. Nachdem das Dorf fünf Mal den Besitzer gewechselt hatte, kam es am 1. Januar 1974 zur Eingemeindung Krensheims in die Stadt Grünsfeld. Krensheim ist heute, durch den Krensheimer-Muschelkalkstein, der lange Zeit zum Bau des Kölner Domes verwendet wurde, weit über die Region Main-Tauber bekannt.

### Wappen
Das Krensheimer Wappen zeigt: „In Silber auf grünem Boden der golden nimbierte heilige Ägidius in rotem Gewand, mit seiner Rechten eine aufgerichtete rote Hirschkuh schützend, in seiner Linken einen goldenen Abtsstab haltend, daneben ein grüner Baum.“

### Einwohnerentwicklung
| Jahr | Krensheimer Bevölkerung |
| ---- | ----------------------- |
| 1961 | 354                     |
| 1970 | 350                     |
| 2016 | 290                     |

Quellen: Gemeindeverzeichnis und Angaben der Stadt Grünsfeld

## Kultur und Sehenswürdigkeiten

### Pfarrkirche St. Ägidius
In Krensheim steht die Ägidiuskirche.

### Kreuzweg

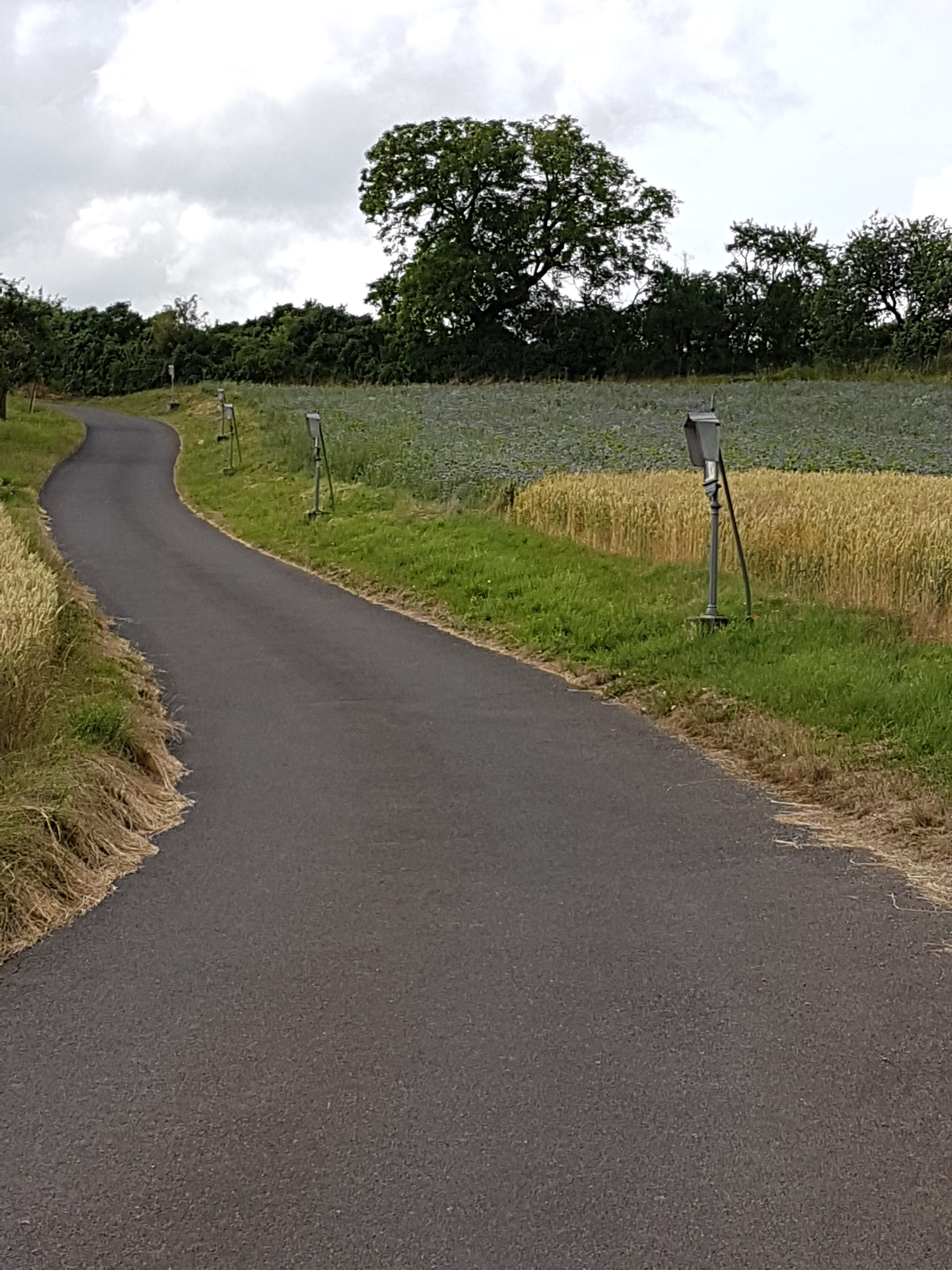
Blick auf den Kreuzweg in Krensheim (2017)

Am Ortsrand befindet sich ein gusseiserner Kreuzweg, welcher um 1900 erbaut wurde.

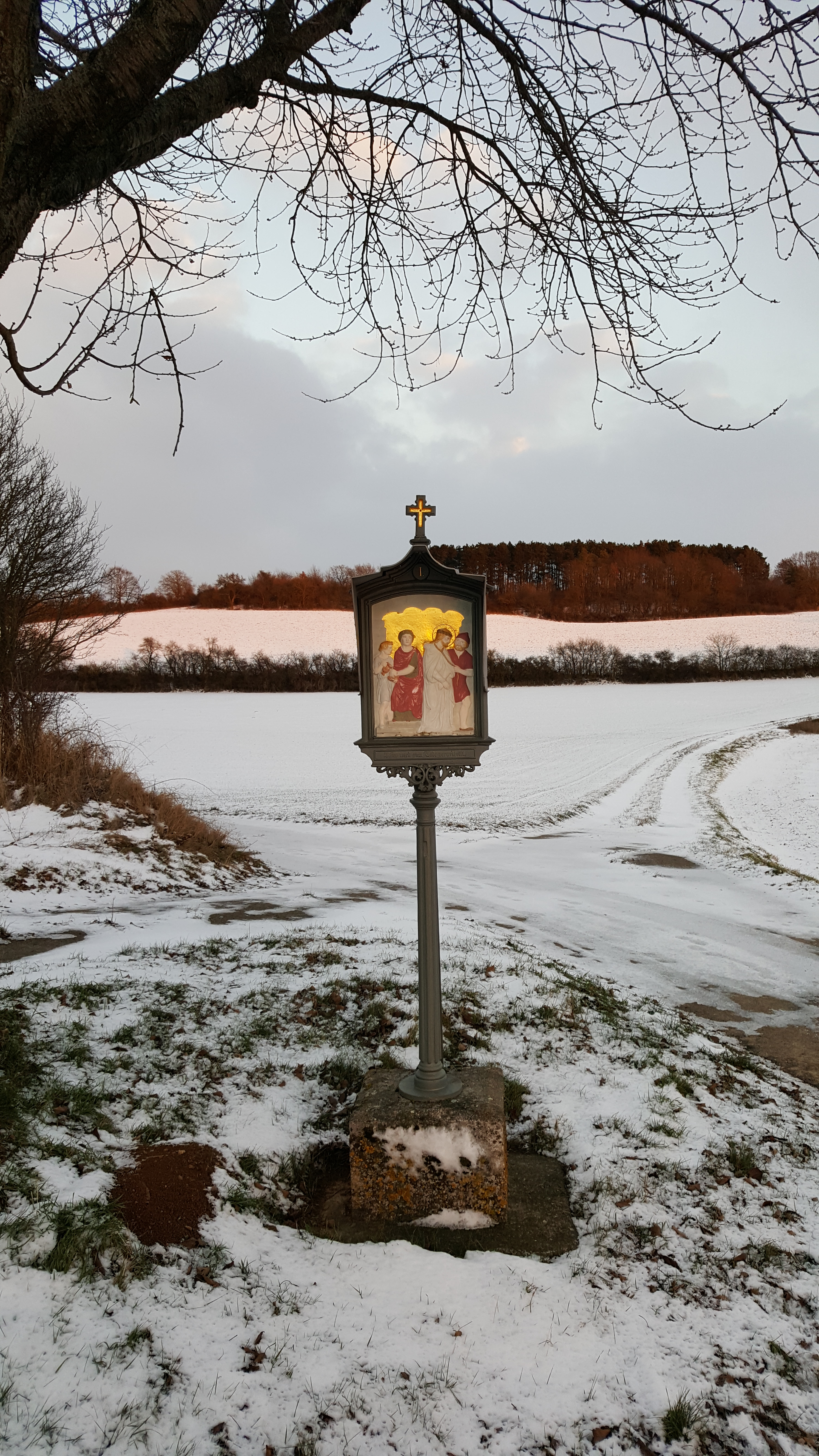
I. Station
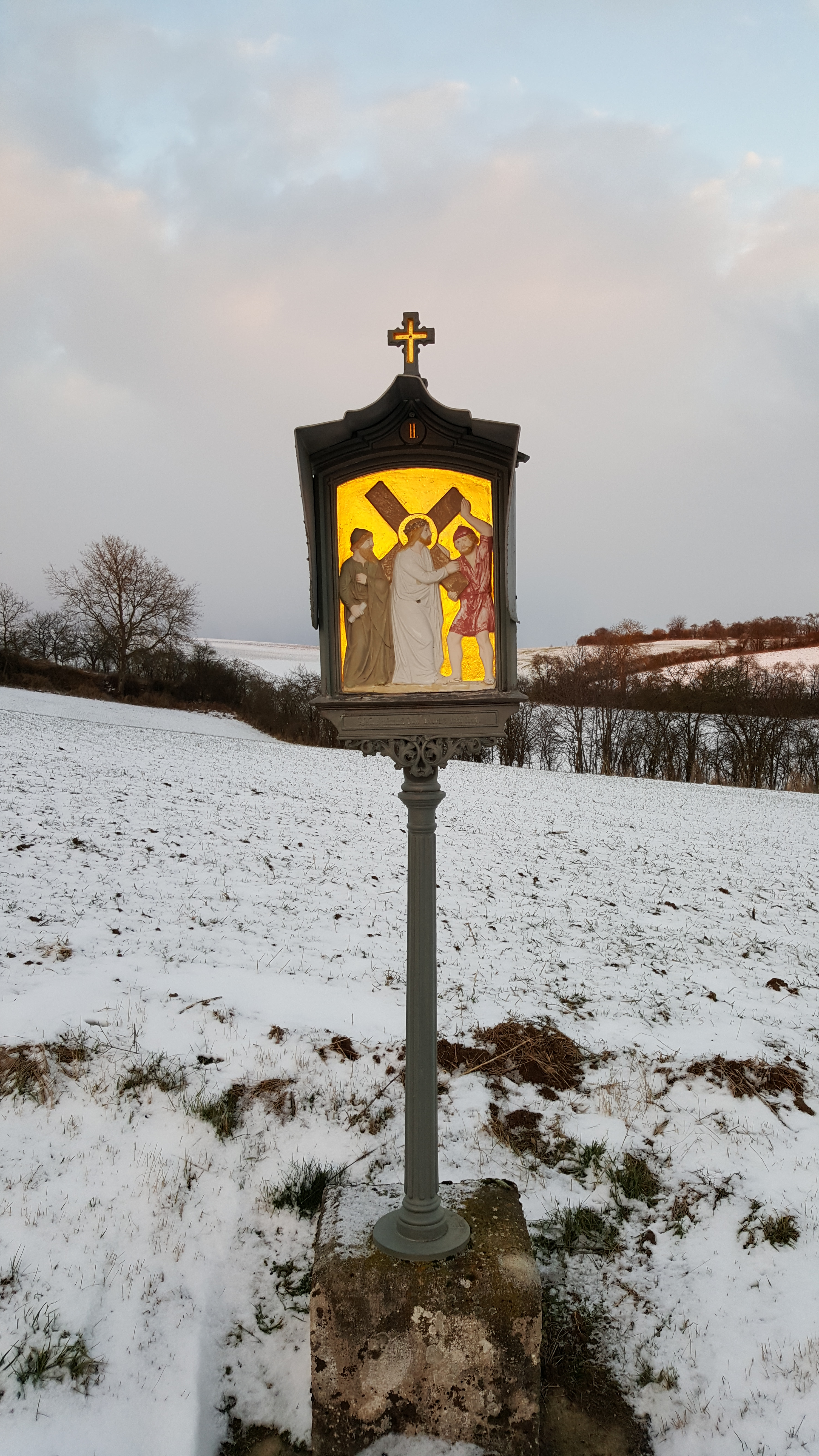
II. Station
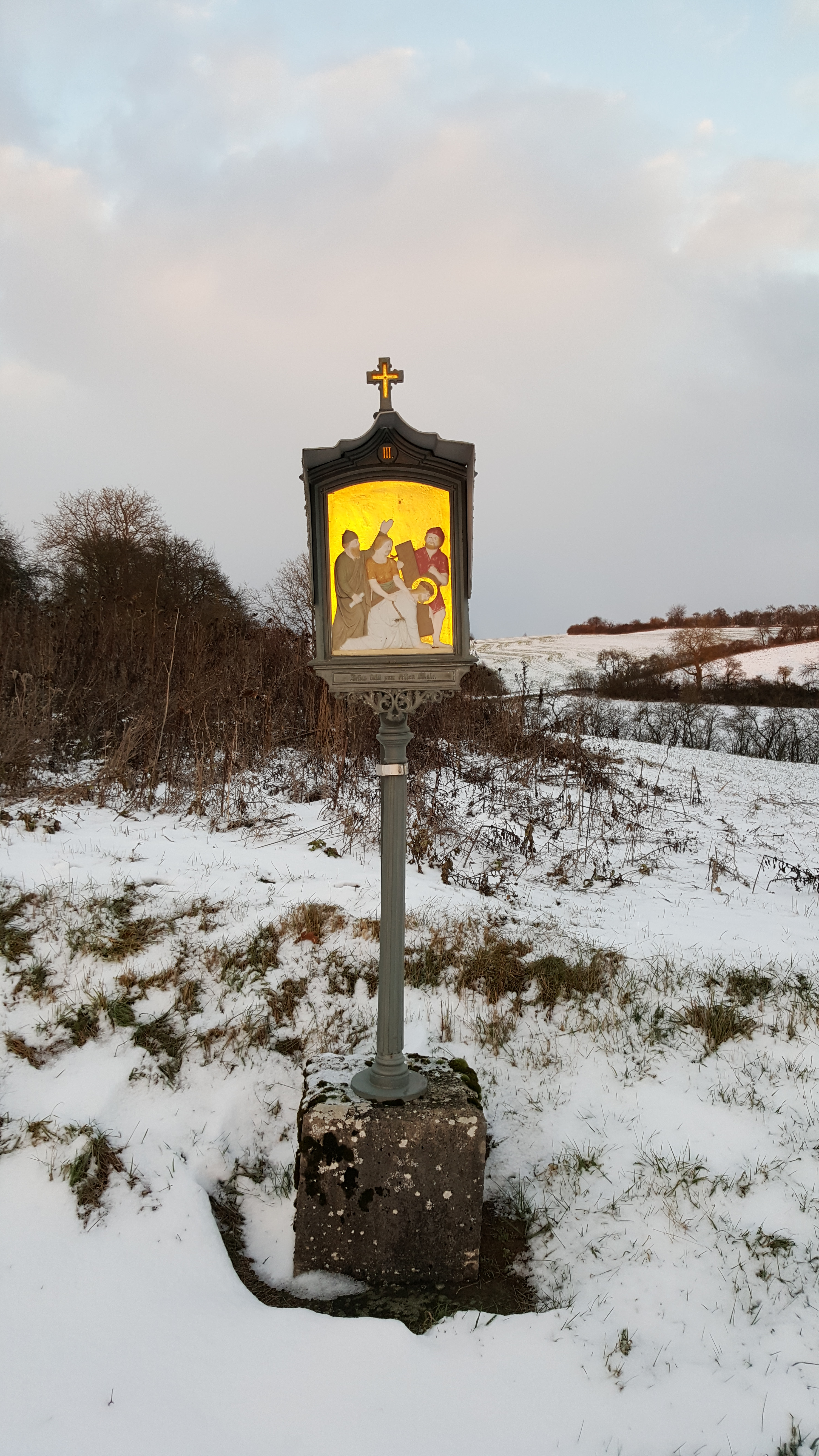
III. Station

### Bildstöcke
Rund um den Ort befinden sich mehrere Bildstöcke.

### Krensheimer See

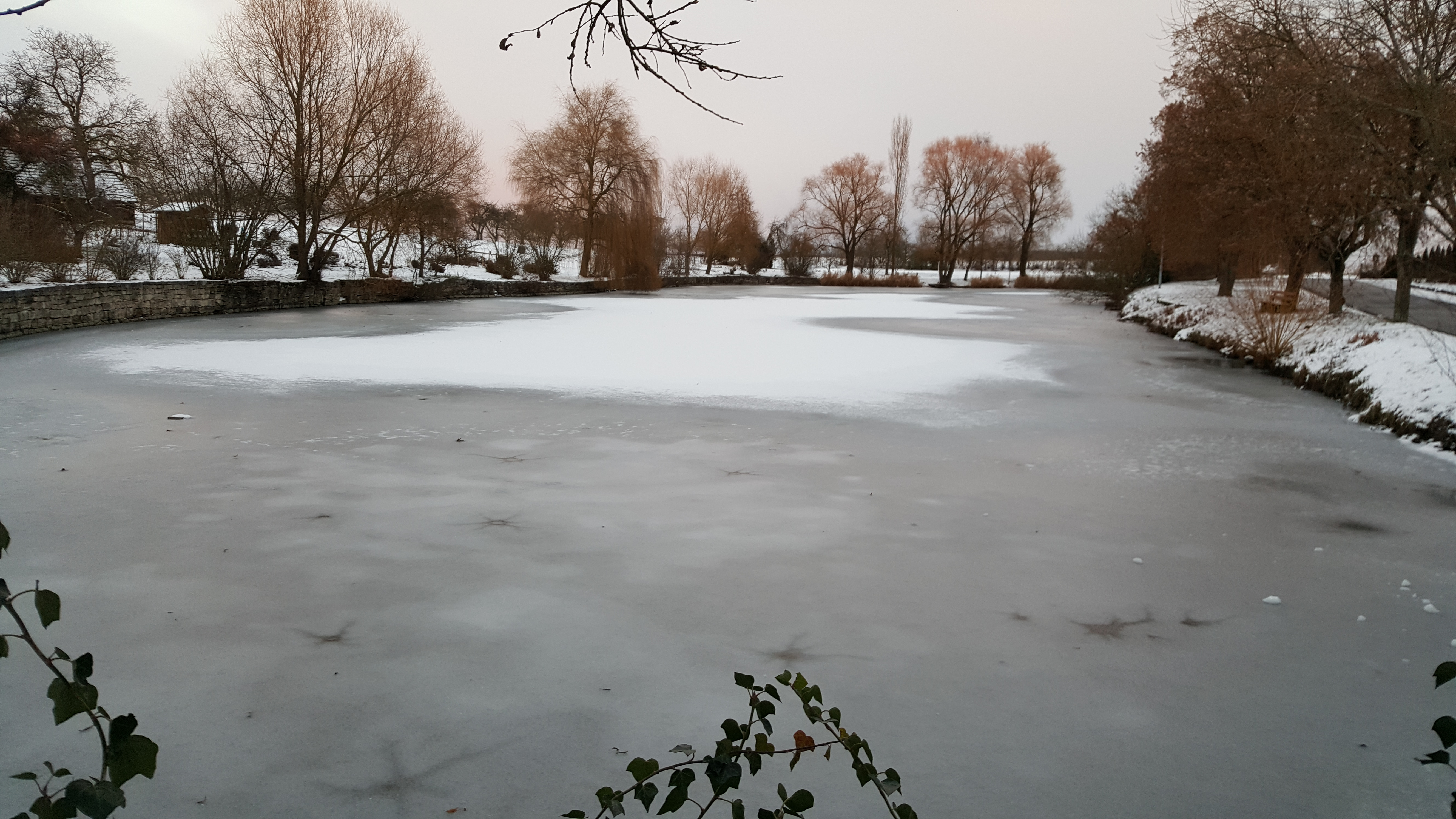
Der Krensheimer See im Winter

Der Krensheimer See dient als Naherholungsgebiet. Im Ort besteht ein Seeverein. Die Krensheimer Musikanten veranstalten jährlich ein Sommernachtsfest am Seegelände.

## Wirtschaft und Infrastruktur

### Steinbrüche
Rund um den Ort gibt es mehrere Steinbrüche.

## Vereine
Folgende Vereine bestehen in Krensheim:
- Krensheimer Musikanten
- Turnfrauen Krensheim
- Seeverein Krensheim
- Männergesangsverein Krensheim
- Altenwerk Krensheim